# Baruerizodion steyskali
Baruerizodion steyskali är en tvåvingeart som beskrevs av Nelson Papavero 1970. Baruerizodion steyskali ingår i släktet Baruerizodion och familjen stekelflugor. Inga underarter finns listade i Catalogue of Life.